# Алла (Бурятія)
Алла (рос. Алла) — улус Курумканського району, Бурятії Росії. Входить до складу Сільського поселення Дирен евенкійське.
Населення — 958 осіб (2015 рік).